# علامات مرض باركنسون وأعراضه
علامات مرض باركنسون وأعراضه متنوعة. يؤثر مرض باركنسون على الحركة، مما يؤدي إلى ظهور أعراض حركية. كما أن الأعراض غير الحركية، والتي تشمل خللاً في الجهاز العصبي اللاإرادي، ومشكلات معرفية وسلوكية عصبية، وصعوبات حسية وفي النوم، شائعة أيضًا. وعندما تحاكي أمراض أخرى مرض باركنسون، تُصنَّف على أنها "باركنسونية".

## الأعراض الحركية
هناك أربعة أعراض حركية تعتبر من العلامات الأساسية لمرض باركنسون، وهي: بطء الحركة، والرعاش، والتصلب العضلي، وعدم الاتزان في الوقوف. ويتميز مرض باركنسون عادة بظهور هذه الأعراض في جانب واحد من الجسم في البداية، ثم تتفاقم تدريجيًا لتشمل الجانبين، مع بقاء بعض التفاوت الجانبي في معظم الحالات.
تشمل الأعراض الحركية الأخرى اضطرابات في المشي ووضعية الجسم، مثل ضعف تأرجح الذراعين أثناء المشي، والانحناء إلى الأمام، والمشي بخطوات صغيرة. كما قد يعاني المرضى من صعوبات في الكلام والبلع، إلى جانب مظاهر أخرى مثل انعدام تعابير الوجه (الوجه القناعي) وصغر حجم الخط عند الكتابة. هذه الأعراض تمثل طيفًا واسعًا من المشكلات الحركية التي يمكن أن تصاحب المرض.

### الرعاش
يُعتبر الرعاش أكثر العلامات وضوحًا وشهرة، كما أنه الأكثر شيوعًا بين المرضى. ورغم أن ما يقارب 30% من المصابين لا يظهر لديهم رعاش في المراحل الأولى من المرض، فإن الغالبية العظمى تطور هذا العرض مع مرور الوقت.
عادة ما يكون هذا الرعاش من نوع "رعاش الراحة"، حيث يظهر بوضوح عندما يكون الطرف ساكنًا، ويختفي عند تحريكه أو أثناء النوم. وغالبًا ما يبدأ في طرف واحد من الجسم، مثل ذراع أو ساق، ويتركز بشكل أكبر في نهايات الأطراف، ثم يتحول لاحقًا إلى رعاش في كلا الجانبين.
يبلغ تردد هذا الرعاش ما بين 4 و6 هيرتز (دورات في الثانية)، ويأخذ شكل حركة متكررة تُعرف بـ"دحرجة الحبة"، حيث تلتقي السبابة بالإبهام وتؤديان حركة دائرية تشبه ما كان يُستخدم في السابق لتحضير الحبوب يدويًا في الصيدليات. ويُلاحظ أن رعاش باركنسون لا يتحسن بتناول الكحول، على عكس الرعاش الأساسي.

### التصلب العضلي
يُظهر مرضى باركنسون نوعًا من التصلب يُعرف بزيادة توتر العضلات، أي انقباضها بشكل دائم ومفرط، مما يؤدي إلى تيبّس واضح في الأطراف ومقاومة للحركة داخل المفاصل. غالبًا ما يكون هذا التصلب مصحوبًا بألم في المفاصل، وقد يُعد أحد الأعراض المبكرة التي تدفع المريض لطلب الاستشارة الطبية.
عند محاولة تحريك أطراف المريض بشكل سلبي (من قِبل شخص آخر)، يظهر نمط مميز يُعرف بـ"التصلب المسنن" أو "الترسي"، حيث تتحرك المفاصل بشكل متقطع أشبه بحركة التروس، بدلًا من أن تكون انسيابية. في هذا النوع من التصلب، تُبدي العضلات مقاومة أولية للحركة، ثم تتحرك جزئيًا مع تطبيق مزيد من القوة، قبل أن تعاود المقاومة مرة أخرى، وتتكرر هذه الظاهرة على مراحل. ويُعزى ظهور هذا النوع من التصلب إلى التفاعل بين الرعاش وزيادة التوتر العضلي، ما يُنتج هذه الحركات المتقطعة والمميزة.

### بطء الحركة وانعدامها
يُشير بطء الحركة إلى التباطؤ في أداء الحركات، بينما يُقصد بـانعدام الحركة غياب الحركة بشكل كامل. ويُعتبر بطء الحركة السمة السريرية الأبرز والأكثر تميزًا في مرض باركنسون، إذ يصيب جميع مراحل تنفيذ الحركة: من التخطيط لها، إلى البدء بها، ثم تنفيذها. يتسبب هذا العرض في صعوبة أداء الحركات المتتالية أو المتزامنة، ويُعد من أكثر الأعراض إعاقة في المراحل المبكرة من المرض. وتتمثل العلامات الأولية لبطء الحركة غالبًا في صعوبة القيام بالمهام اليومية التي تتطلب دقة حركية، مثل الكتابة، أو الحياكة، أو ارتداء الملابس. ويُعتمد في التقييم السريري على مهام مشابهة، مثل تبديل الحركات بين اليدين أو القدمين.
اللافت أن بطء الحركة لا يظهر بنفس الدرجة في جميع الحركات أو في كل الأوقات، إذ يتأثر بمستوى النشاط أو الحالة النفسية للمريض؛ فبعض المرضى الذين بالكاد يستطيعون المشي يمكنهم، في ظروف معينة، قيادة الدراجة الهوائية دون صعوبة. وعمومًا، تقل شدة بطء الحركة عندما يتلقى المريض إشارات خارجية تحفّزه على الحركة، مثل الإيقاع أو التنبيهات البصرية.[6]
... المرضى غير القادرين على الحركة قد يتمكنون فجأة من أداء حركات سريعة إذا شعروا بالحماس أو الانفعال، مثل التقاط كرة أو حتى الجري بسرعة عند سماع صرخة "حريق!". تُعرف هذه الظاهرة باسم الحركة المتناقضة، وهي تشير إلى أن مرضى باركنسون يمتلكون برامج حركية سليمة داخل أدمغتهم، لكنهم يواجهون صعوبة في الوصول إليها ما لم تُحفَّز بواسطة مثير خارجي، مثل صوت مرتفع، موسيقى عسكرية منتظمة، أو إشارة بصرية تستدعي تجاوز عائق ما.

### فقدان التوازن (عدم الثبات الوضعِي)

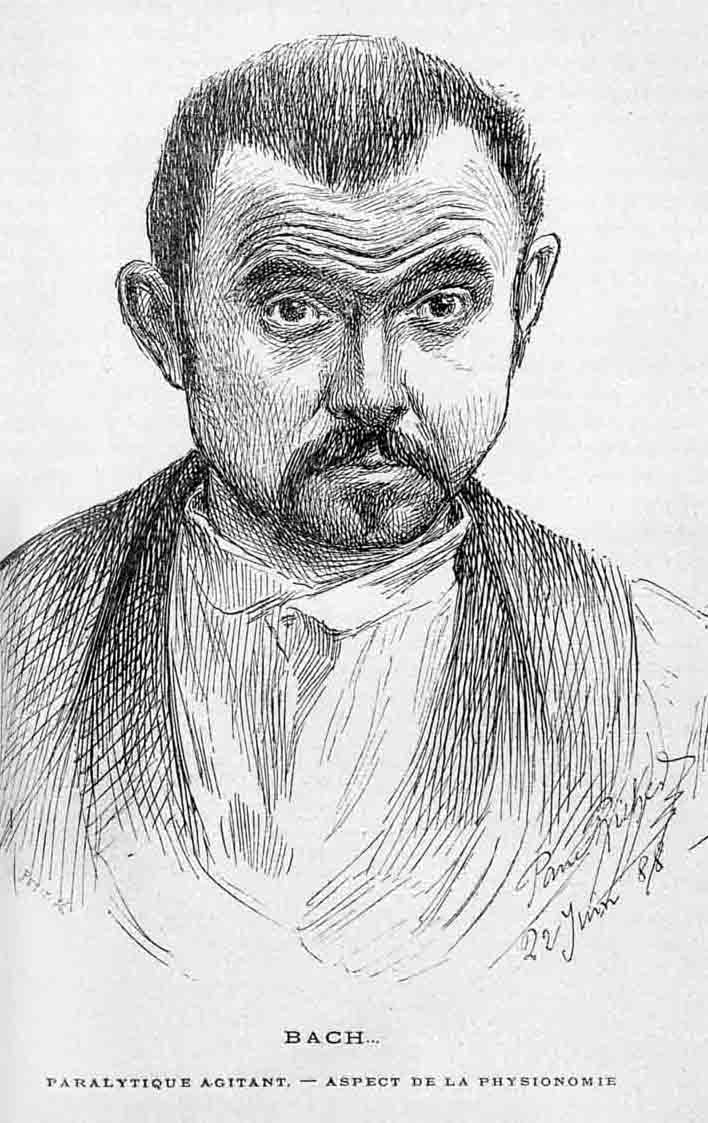
رسم لوجه مريض بمرض باركنسون يظهر عليه نقص التعبيرات (hypomimia). وقد ظهر هذا التصوير في كتاب Nouvelle Iconographie de la Salpêtrière، المجلد الأول (1888).

يُعد فقدان التوازن من الأعراض النموذجية في المراحل المتأخرة من مرض باركنسون، ويؤدي إلى اختلال في التوازن وزيادة احتمالية السقوط، مما قد يسبب كسورًا في العظام بشكل ثانوي. غالبًا ما يكون هذا العرض غائبًا في المراحل المبكرة من المرض، لا سيما لدى المرضى الأصغر سنًا. وقد تصل نسبة المرضى الذين يعانون من السقوط إلى 40%، بينما يُعاني نحو 10% منهم من حوادث سقوط أسبوعية، ويزداد تكرار السقوط مع تقدم المرض وازدياد حدّته.
ينتج فقدان التوازن عن فشل في ردود الفعل الوضعية (الانعكاسات التي تحافظ على التوازن)، إلى جانب عوامل أخرى مرتبطة بالمرض، مثل انخفاض ضغط الدم عند الوقوف (الهبوط الانتصابي)، أو التغيرات الإدراكية والحسية.

### أعراض حركية أخرى

#### اضطرابات المشي والوضعية
- المشي المتثاقل (Shuffling gait): يتميز بخطوات قصيرة جدًا مع بقاء القدمين قريبتين جدًا من الأرض، ما يجعل المريض عرضة للتعثر عند وجود عوائق صغيرة.[1]
- انخفاض تأرجح الذراعين أثناء المشي: تقل حركة الذراعين بشكل ملحوظ أثناء السير.[1]
- الدوران ككتلة واحدة (Turning ‘en bloc’): حيث يحافظ مرضى باركنسون على ثبات الرقبة والجذع أثناء الدوران، بدلًا من الالتفاف الطبيعي للرقبة والجذع مع التمحور على الأصابع، مما يستدعي خطوات صغيرة متكررة لإكمال الدوران.[1]
- الانحناء الأمامي (Camptocormia): هو انحناء متقدم للجسم إلى الأمام، وفي الحالات الشديدة قد ينثني الرأس والكتفان بزواية قائمة مقارنة بالجذع.[3]
- التسارع في المشي (Festination): مزيج من الوضعية المنحنية، فقدان التوازن، والخطوات القصيرة التي تؤدي إلى تسارع تدريجي في المشي غالبًا ما ينتهي بسقوط.[1]
- تجمّد المشي (Gait freezing) أو الحبس الحركي: هو عدم القدرة المفاجئة على تحريك الأطراف السفلية لمدة قصيرة عادة أقل من 10 ثوانٍ.[1] يزداد سوءًا في الأماكن الضيقة أو المزدحمة، عند محاولة بدء المشي أو الدوران أو الاقتراب من الهدف. يتحسن مع العلاج والتقنيات السلوكية مثل المشي على إيقاع أو باتباع إشارة.[1]
- التشنج العضلي اللاإرادي (Dystonia): هو انقباضات عضلية غير طبيعية ومؤلمة أحيانًا، غالبًا ما تؤثر على القدم والكاحل (مثل ثني الأصابع أو انقلاب القدم)، مما يعيق المشي.[1]
- الجنف (Scoliosis): انحناء غير طبيعي في العمود الفقري.[1]

#### اضطرابات النطق والبلع
- ضعف الصوت (Hypophonia): يصبح الصوت خافتًا.[1]
- النطق الرتيب: يتميز بصوت خافت، أجش، ورتيب.[1]
- النطق المتسارع (Festinating speech): سرعة نطق مفرطة مع ضعف وضوح الكلام.[1]
- سيلان اللعاب: غالبًا نتيجة ضعف أو عدم انتظام البلع.[1]
- صعوبة البلع (Dysphagia): ضعف في القدرة على البلع بسبب تأخر أو عدم بدء رد الفعل البلعومي أو بطء حركة الحلق أو المريء، وقد تؤدي إلى التهاب رئوي ناجم عن استنشاق الطعام أو السوائل.[1]
- خلل النطق (Dysarthria): اضطراب في إنتاج الكلام.[1]

#### أعراض وحركات حركية أخرى
- التعب المستمر.
- نقص تعبيرات الوجه (Hypomimia): ظهور وجه شبيه بالقناع.[1]
- صعوبة في التقلب في السرير أو النهوض من وضعية الجلوس.[1]
- خط اليد الصغير والمضغوط (Micrographia).[1]
- ضعف في المهارات الحركية الدقيقة والتنسيق الحركي.[1]
- ضعف في التنسيق الحركي العام.
- الأكاثيزيا (Akathisia): رغبة مزعجة مستمرة في الحركة، وغالبًا ما ترتبط بالعلاج الدوائي.
- عودة بعض المنعكسات البدائية.
- منعكس الجبهة (Glabellar reflex).[1]